# Rochetaillée (Loire)
Pour les articles homonymes, voir Rochetaillée.
Rochetaillée est une ancienne commune française située dans le département de la Loire en région Auvergne-Rhône-Alpes.
Depuis le 1er janvier 1973, elle est devenue commune associée de la commune de Saint-Étienne.

## Géographie
Le village de Rochetaillée (point culminant de Saint-Étienne) est perché entre 775 et 1 117 mètres d'altitude, dans le massif du Pilat. Au recensement de novembre 1999, sa population était de 757 habitants (les Rupisciciens). Rochetaillée dépend administrativement de Saint-Étienne, faisant partie de son second arrondissement depuis 1973 avec un statut de commune associée.
Le village se situe sur une ligne de partage des eaux entre deux mers avec deux rivières : le Furan (appartenant au bassin versant de la Loire) et le Janon (appartenant au bassin versant du Rhône).
Il fait partie du Parc naturel régional du Pilat.

## Histoire
En 1872, soit 6 ans après la création de la Commune de Terrenoire en 1866, toute la partie sud de la commune de Terrenoire, englobant les Adrets, le Tailloux, la Bréacière, le Breuil, Salvaris et tout le bassin versant du ruisseau des Quatre-Aigues ainsi que la rive droite du ruisseau de Echenaux, pour un total de 959 ha, est transférée de la commune de Terrenoire à la commune de Rochetaillée. La superficie de la commune de Rochetaillée passe ainsi de 1 288 ha à 2 247 ha, soit une hausse de plus de 74% de superficie.
Le 1er janvier 1973, la commune de Rochetaillée est rattachée à celle de Saint-Étienne sous le régime de la fusion-association.

## Culture locale et patrimoine

### Lieux et monuments
- Château féodal

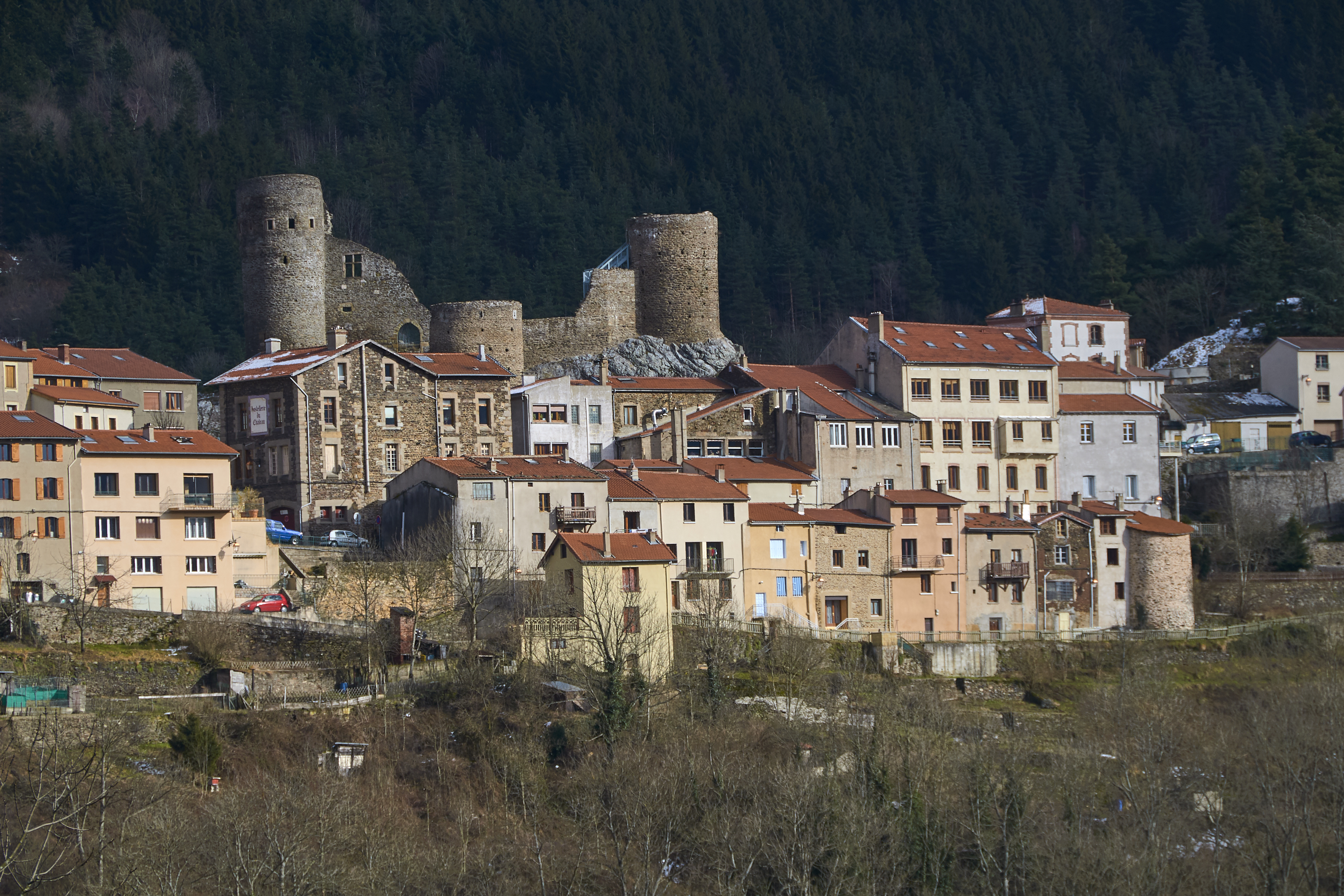
Village de Rochetaillée

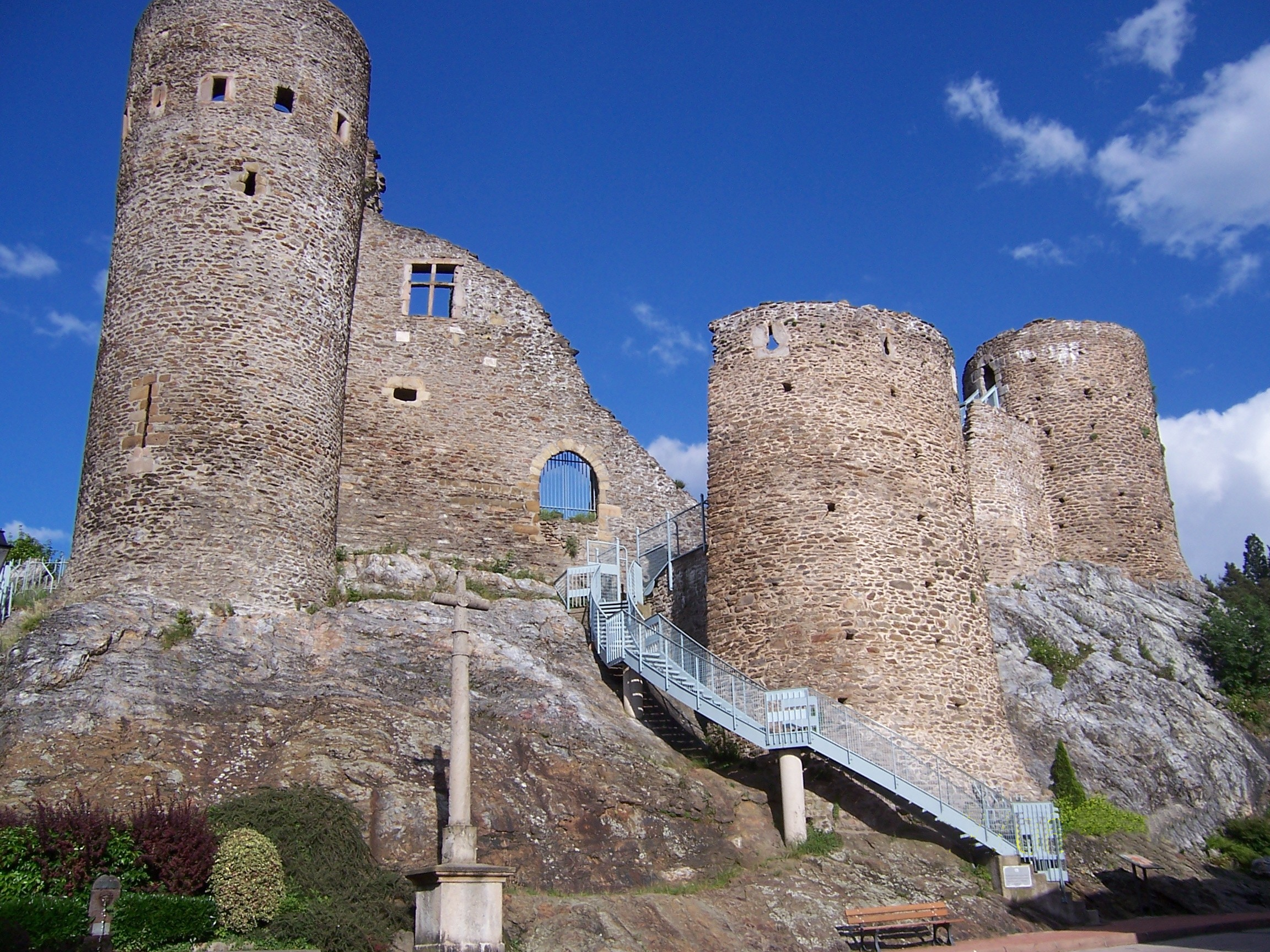
Château féodal

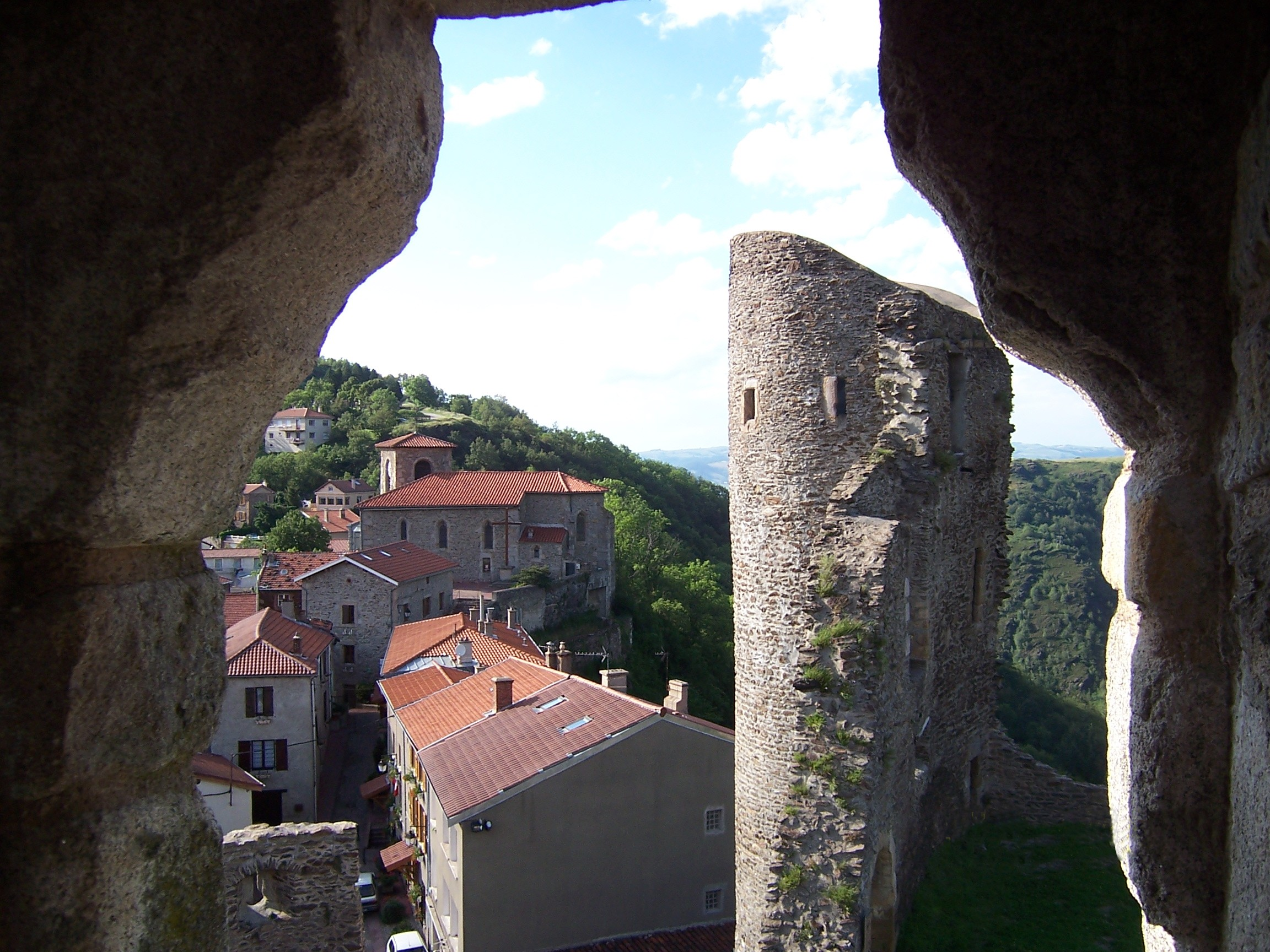
Église (vue du Château)

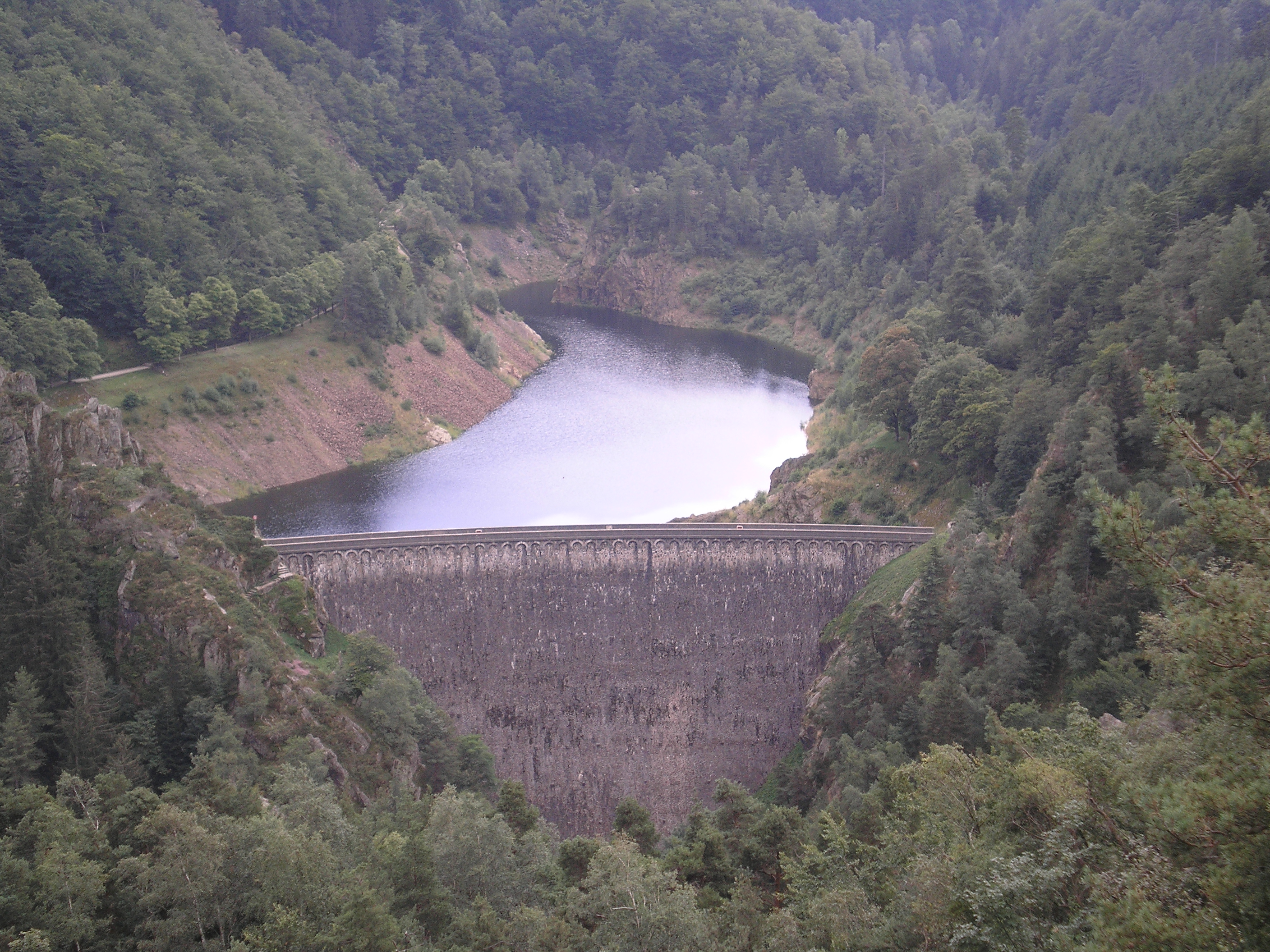
Barrage du Gouffre d'Enfer

Sa date de construction reste inconnue mais on trouve au moins sa trace dans la littérature en 1173. En effet, la permutation de 1173 entre le comte de Forez et l'Église de Lyon indique que quiconque aura le château de Rochetaillée devra hommage lige et fidélité au comte. Situé sur un piton rocheux qui le rendait inaccessible au nord, le château était composé de quatre tours dont trois subsistent aujourd'hui.
- Église

Les fonts baptismaux datent de 1545. La voûte de la nef (croisées d'ogives) est de style gothique mais les travaux effectués au XVIe siècle confèrent en partie un style Renaissance à l'édifice, notamment avec les vitraux. Le village possède aussi une chapelle Notre-Dame (XVIIIe siècle), dédiée à la sainte Vierge.
- Barrage du Gouffre d'Enfer

Décidé en 1858 et inauguré en 1866, le barrage de Rochetaillée, dit aussi barrage du Gouffre d'Enfer, est un barrage-poids construit par les ingénieurs Graeff, Comte et Grandchamp de Montgolfier. Ce fut l'un des premiers barrages "poids" d'Europe.
Les alentours sont un lieu idéal pour la promenade ou le cyclisme à travers sapins et parois rocheuses, avec une cascade (d'où vient le surnom du Gouffre d'Enfer) et une montée du barrage par un escalier tortueux et des passages taillés dans la roche.
Il a une capacité de 1 105 000 m3 et est utilisé comme retardateur de crue du Furan.
- Barrage du Pas-du-Riot

C’est aussi un barrage poids réalisé par les ingénieurs Lefort, Jollois et Duplay en 1878.
 Il a une capacité de 950 000 m3 et permet l'alimentation en eau potable de la ville.

Entre les deux barrages une écluse fut érigée, pour réguler le cours du Furan.
- Aqueduc des Sources

Édifice construit entre 1859 et 1862 qui est constitué d'un immense réseau de petites canalisations qui conduit toutes les sources de la forêt domaniale autour du Bessat.
- Escalade

La magnifique Roche Corbières (110 m de haut), pic rocheux que certains surnomment « La dent du diable », offre un site d'escalade le plus complet de la Loire avec plus de 120 voies ensoleillées ou non selon la période (voies à l'ombre pour les périodes chaudes et voies ensoleillées pour les périodes froides). On y retrouve tous types de difficultés (du 4 au 8). magnifique édifice naturel de roche métamorphique.
Une via ferrata est située face au mur du barrage du Gouffre d'Enfer, avec deux voies une pour les enfants (PD) et une pour les adultes (D).
- Galerie d'art

La galerie d'art L'Échauguette, créée en 1998, accueille diverses expositions d'artistes et d'artisans locaux.
- Deux fêtes à Rochetaillée

La grande fête d'été, le 1er week-end de juillet: concerts, scènes ouvertes, marché d’artisans, animations et feu d'artifice.(remplace les roches celtiques, qui avaient besoin d'un plus grand site pour poursuivre son développement). 
La fête de peintres a lieu chaque année le second week-end de septembre

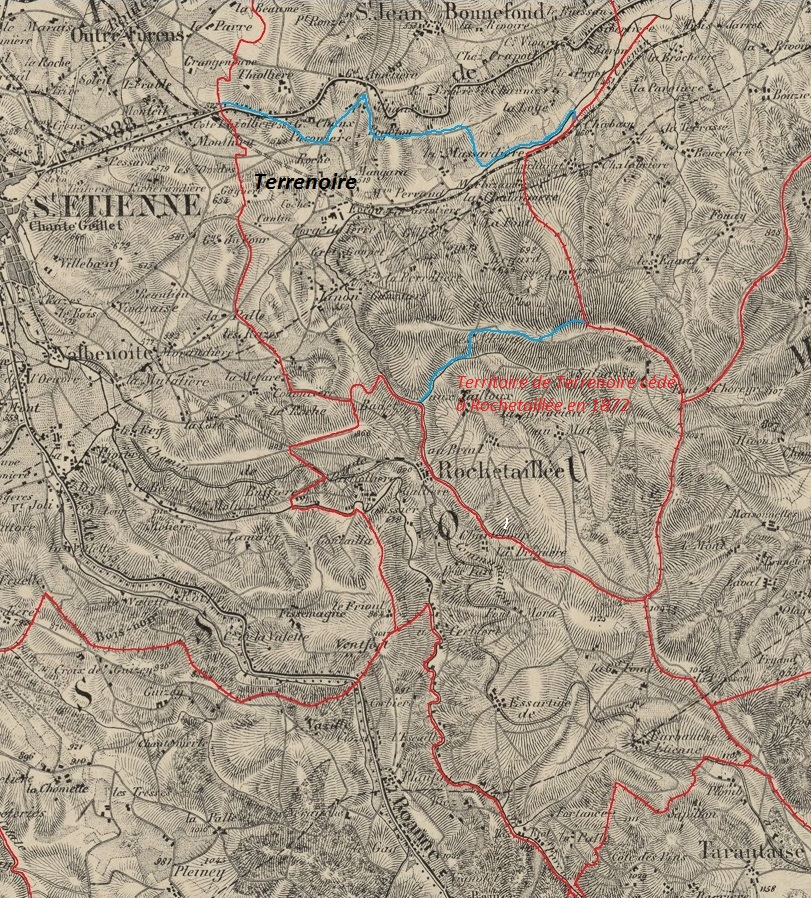
La commune de Rochetaillée et son évolution territoriale